# Euphorbia terracina
Euphorbia terracina — вид квіткових рослин родини молочайні (Euphorbiaceae). Епітет terracina стосується області Террачина, на півдні Італії.

## Опис
Однорічна трав'яниста рослина до 65 см заввишки. Стебла прості або гіллясті від основи. Листки, які ростуть уздовж стебла чергуються, сидячі або майже сидячі, вузькі, довжиною до 4 см, з гострою вершиною. Нектарник жовтуватий або червонуватий. Плоди — лопатеві, гладкі або злегка шорсткі капсули, які при дозрівання розділяються на 3 частини і кожна містить єдине насіння: гладке, майже циліндричне, біле, бежеве, сіре або коричневе. Корінь товстий і довгий, іноді з підземними стеблами (кореневище).

## Поширення
Північна Африка: Алжир; Єгипет; Марокко; Туніс. Західна Азія: Кіпр; Ізраїль; Йорданія; Ліван; Сирія; Туреччина. Південна Європа: Албанія; Колишня Югославія; Греція; Італія; Франція; Португалія; Гібралтар; Іспанія. Росте часто в піщаних ґрунтах поблизу моря, до 2300 метрів. Вид натуралізовано в деяких інших частинах світу, таких як Сполучені Штати та Австралія.

## Галерея

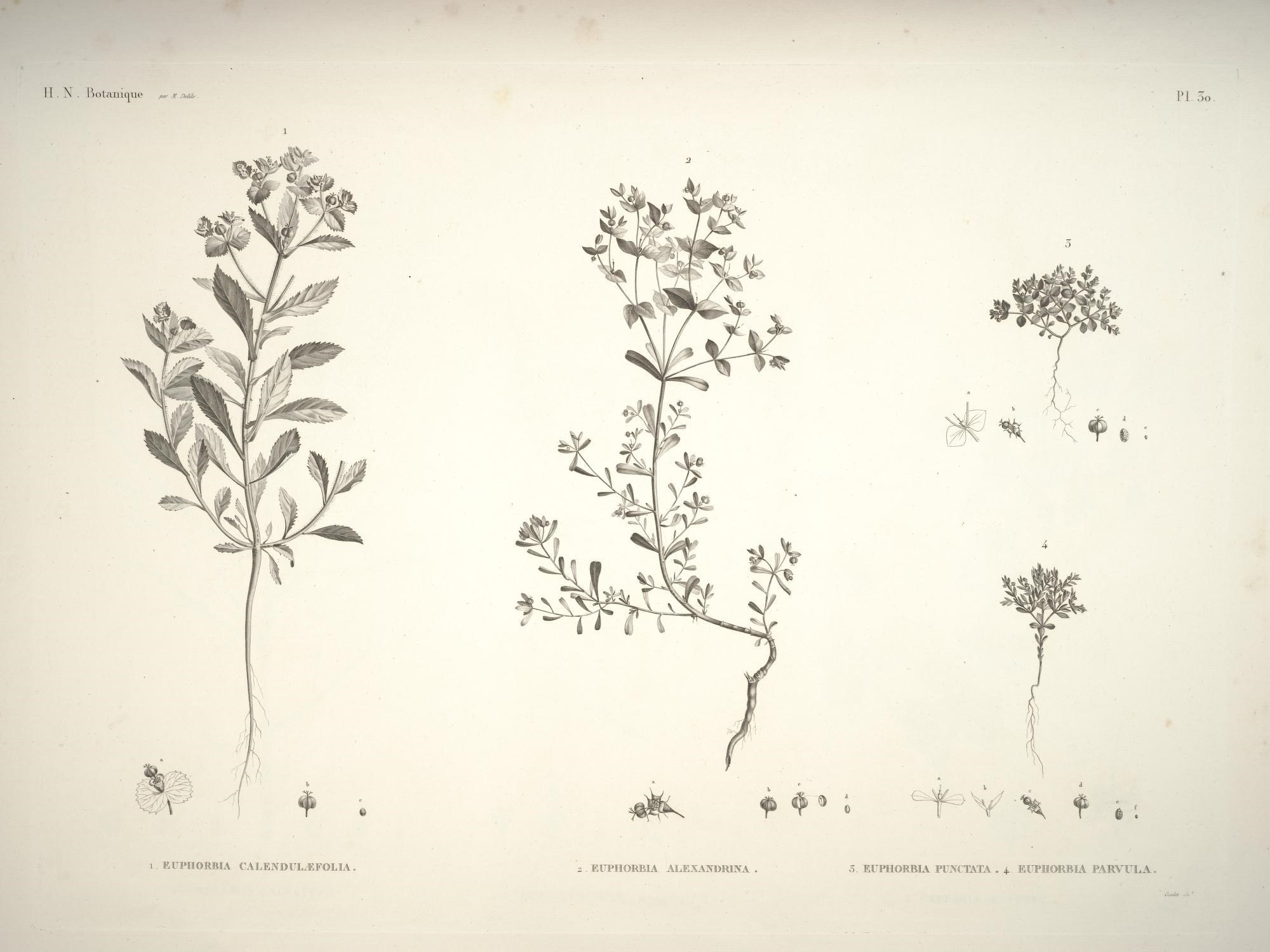